# メジロモンスニー
メジロモンスニー（欧字名:Mejiro Mont Cenis、1980年4月14日 - 不明）は、日本の競走馬、種牡馬。主な勝ち鞍に1983年のシンザン記念、1985年の高松宮杯。主戦騎手は清水英次。
1983年春のクラシック競走の成績から、同年クラシック三冠を達成したミスターシービーのライバルとされた。
馬名の由来は、冠名＋ヨーロッパ横断特急（TEE）の列車名「モン・スニ」。

## 経歴

### 3歳
1982年6月、札幌競馬場の新馬戦でデビューした。新馬戦は4着だったが、3戦目の未勝利戦で初勝利を挙げると、北海道3歳ステークスに出走し、重賞初挑戦したが5着に終わった。
その後、5戦目の400万下条件戦の萩特別、7戦目のオープン特別の3歳ステークスで勝利を収めたメジロモンスニーは12月に行われた当時の関西3歳馬のチャンピオン決定戦・阪神3歳ステークスに出走したが、8着に敗れて、この年を終えている。

### 4歳
年が明けて1983年1月、メジロモンスニーはシンザン記念で勝利を収め、重賞初制覇を達成した。だがその後、きさらぎ賞ではニホンピロウイナーの5着、スプリングステークスではタケノヒエンの4着と勝ち切れないレースが続いた。それでも、メジロモンスニーはレースを重ねるにつれ、後方待機からの追い込み戦法を採るようになっていた。
こうして迎えたクラシック第1弾の皐月賞でもメジロモンスニーは今までと同様の戦法を採った。道中は後方で待機していたメジロモンスニーは第4コーナーで8番手まで進出、直線で猛然と追い込んできたが、同じく後方からレースを進めていたミスターシービーを捕らえ切れず、半馬身差の2着に敗れた。
続くクラシック第2弾の日本ダービーでは、皐月賞を制したミスターシービーに次ぐ2番人気であったものの、長距離向きの血統であった事からメジロモンスニーがミスターシービーを逆転するのでは、と予想する評論家もいた。レースでは普段通り後方に待機したメジロモンスニーに対し、ミスターシービーはスタートで出遅れた上に向正面から早めに進出を開始するレース運びとなった。レース序盤を見る限り、メジロモンスニーに展開が味方したかに思われたが、結果は直線に入っても脚色が衰えなかったミスターシービーが1着でゴール。メジロモンスニーも直線で鋭い伸びを見せたものの、ビンゴカンタをアタマ差交わし、ミスターシービーから1馬身3/4差の2着を確保するに留まった。
皐月賞、ダービーと2戦続けて2着となったメジロモンスニーは「ミスターシービーのライバル」と言われるようになり、前述のように長距離向きの血統であった事からクラシック三冠最終戦の菊花賞での逆転を期待する評論家もいた。しかし、メジロモンスニーは菊花賞トライアルの神戸新聞杯に出走して3着になった後、指骨の骨折が判明し、菊花賞の出走を断念せざるを得なかった。

### 5歳以降
1年の長期休養ののちに復帰したメジロモンスニーが久々の勝利を挙げたのは6歳になってからだった。4月、阪神競馬場で行われたオープン特別・大阪城ステークスでシンザン記念以来の勝利を飾ったメジロモンスニーは続く天皇賞（春）でミスターシービーに再び挑む事になった。しかし、レースではメジロモンスニーは終始後方のまま、シンボリルドルフから3.0秒も離された9着に敗れた。ミスターシービーは5着だったため、このレースでもメジロモンスニーはミスターシービーに先着できなかった。
天皇賞後、メジロモンスニーは高松宮杯（当時GII）で久しぶりの重賞制覇を飾ったが、その後故障がちとなり、翌年6月の高松宮杯で14着に敗れたのを最後に引退した。

### 引退後
引退後は1987年から種牡馬となったが、高崎オークスを制したティラミスなど地方競馬の重賞勝ち馬を出したにとどまり、1995年6月に用途変更され種牡馬を引退。以降は引退名馬繋養展示事業の助成対象馬になることもなく、消息は分かっていない。

## 競走成績
| 年月日 | 年月日 | 年月日 |      | レース名     | 格  | 頭数 | 人気 | 着順 | 距離（状態）  | タイム | （3F） | 着差  | 騎手     | 斤量 | 馬体重 | 勝ち馬/（2着馬）     |
| 1982   | 6.     | 13     | 札幌 | 新馬         |     | 8    | 4    | 04着 | ダ1000m（良） | 1:03.8 | (39.6) | 0.2秒 | 松田幸春 | 53   | 500    | インターフリート     |
|        | 6.     | 26     | 札幌 | 新馬         |     | 7    | 1    | 03着 | ダ1000m（稍） | 1:02.7 | (37.7) | 0.2秒 | 松田幸春 | 53   | 492    | タツノスマイル       |
|        | 7.     | 13     | 札幌 | 未勝利       |     | 5    | 1    | 01着 | ダ1200m（良） | 1:16.0 | (39.1) | 5身   | 松田幸春 | 53   | 494    | （フルガード）       |
|        | 8.     | 1      | 札幌 | 北海道3歳S   |     | 16   | 14   | 05着 | ダ1200m（良） | 1:15.7 | (39.4) | 1.2秒 | 河内洋   | 53   | 498    | マックスファイアー   |
|        | 10.    | 3      | 阪神 | 萩特別       |     | 12   | 4    | 01着 | 芝1400m（良） | 1:23.0 | (35.6) | 1/2身 | 河内洋   | 53   | 504    | （カツラギエース）   |
|        | 10.    | 24     | 京都 | 京都3歳S     |     | 6    | 1    | 02着 | 芝1400m（良） | 1:25.0 | (34.9) | 0.2秒 | 河内洋   | 54   | 506    | ルーキーオー         |
|        | 11.    | 27     | 京都 | 3歳S         |     | 7    | 1    | 01着 | 芝1600m（良） | 1:36.5 | (35.8) | 1/2身 | 河内洋   | 55   | 514    | （ルーキーオー）     |
|        | 12.    | 12     | 阪神 | 阪神3歳S     |     | 8    | 5    | 08着 | 芝1600m（良） | 1:36.3 | (36.6) | 0.5秒 | 松田幸春 | 54   | 512    | ダイゼンキング       |
| 1983   | 1.     | 9      | 京都 | シンザン記念 |     | 7    | 1    | 01着 | 芝1600m（稍） | 1:36.7 | (37.5) | 5身   | 清水英次 | 55   | 510    | （サンエムヒーロー） |
|        | 2.     | 13     | 中京 | きさらぎ賞   |     | 7    | 3    | 05着 | 芝1800m（良） | 1:50.6 | (35.6) | 0.5秒 | 清水英次 | 55   | 510    | ニホンピロウイナー   |
|        | 3.     | 27     | 中山 | スプリングS  |     | 14   | 7    | 04着 | 芝1800m（不） | 1:53.2 | (37.8) | 0.7秒 | 清水英次 | 56   | 508    | （タケノヒエン）     |
|        | 4.     | 17     | 中山 | 皐月賞       |     | 20   | 5    | 02着 | 芝2000m（不） | 2:08.4 | (39.7) | 0.1秒 | 清水英次 | 57   | 502    | ミスターシービー     |
|        | 5.     | 29     | 東京 | 東京優駿     |     | 21   | 2    | 02着 | 芝2400m（良） | 2:29.8 | (37.4) | 0.3秒 | 清水英次 | 57   | 506    | ミスターシービー     |
|        | 10.    | 2      | 阪神 | 神戸新聞杯   |     | 11   | 3    | 03着 | 芝2000m（良） | 2:01.2 | (35.9) | 0.1秒 | 清水英次 | 56   | 510    | スズカコバン         |
| 1984   | 10.    | 7      | 京都 | 京都大賞典   | GII | 8    | 4    | 06着 | 芝2400m（良） | 2:28.4 | (37.6) | 2.6秒 | 清水英次 | 57   | 508    | スズカコバン         |
|        | 12.    | 2      | 阪神 | 阪神大賞典   | GII | 10   | 6    | 08着 | 芝3000m（良） | 3:08.6 | (35.1) | 1.1秒 | 清水英次 | 57   | 534    | シンブラウン         |
| 1985   | 4.     | 14     | 阪神 | 大阪城S      | OP  | 8    | 5    | 01着 | 芝2500m（重） | 2:36.1 | (37.5) | クビ  | 清水英次 | 58   | 522    | （マルゼンスター）   |
|        | 4.     | 29     | 京都 | 天皇賞（春） | GI  | 15   | 4    | 09着 | 芝3200m（良） | 3:23.4 | (39.1) | 3.0秒 | 清水英次 | 58   | 516    | シンボリルドルフ     |
|        | 6.     | 23     | 中京 | 高松宮杯     | GII | 16   | 4    | 01着 | 芝2000m（不） | 2:03.5 | (37.6) | ハナ  | 清水英次 | 57   | 514    | グローバルダイナ     |
| 1986   | 4.     | 29     | 京都 | 天皇賞（春） | GI  | 16   | 4    | 15着 | 芝3200m（重） | 3:28.7 | (39.9) | 3.3秒 | 清水英次 | 58   | 534    | クシロキング         |
|        | 6.     | 22     | 中京 | 高松宮杯     | GII | 18   | 7    | 14着 | 芝2000m（良） | 2:02.8 | (38.4) | 1.5秒 | 清水英次 | 57   | 532    | ラグビーボール       |

※1984年よりグレード制による競走格付け開始。

## 血統表
| メジロモンスニーの血統（ブレニム系（ブランドフォード系） / Fair Trial 4x4=12.50%、 Fairway-Pharos 5×4.5.5=15.63%） | メジロモンスニーの血統（ブレニム系（ブランドフォード系） / Fair Trial 4x4=12.50%、 Fairway-Pharos 5×4.5.5=15.63%） | メジロモンスニーの血統（ブレニム系（ブランドフォード系） / Fair Trial 4x4=12.50%、 Fairway-Pharos 5×4.5.5=15.63%） | （血統表の出典）    | （血統表の出典） |
| 父 *リマンド Remand 1965 栗毛 イギリス                                                                             | 父の父Alcide 1955 鹿毛 イギリス                                                                                    | Alycidon | Donatello           | Donatello        |
| 父 *リマンド Remand 1965 栗毛 イギリス                                                                             | 父の父Alcide 1955 鹿毛 イギリス                                                                                    | Alycidon | Aurora              |                  |
| 父 *リマンド Remand 1965 栗毛 イギリス                                                                             | 父の父Alcide 1955 鹿毛 イギリス                                                                                    | Chenille | King Salmon         | King Salmon      |
| 父 *リマンド Remand 1965 栗毛 イギリス                                                                             | 父の父Alcide 1955 鹿毛 イギリス                                                                                    | Chenille | Sweet Aloe          |                  |
| 父 *リマンド Remand 1965 栗毛 イギリス                                                                             | 父の母Admonish 1958 芦毛 アイルランド                                                                              | Palestine | Fair Trial          | Fair Trial       |
| 父 *リマンド Remand 1965 栗毛 イギリス                                                                             | 父の母Admonish 1958 芦毛 アイルランド                                                                              | Palestine | Una                 |                  |
| 父 *リマンド Remand 1965 栗毛 イギリス                                                                             | 父の母Admonish 1958 芦毛 アイルランド                                                                              | Warning | Chanteur            | Chanteur         |
| 父 *リマンド Remand 1965 栗毛 イギリス                                                                             | 父の母Admonish 1958 芦毛 アイルランド                                                                              | Warning | Vertencia           |                  |
| 母 ドウヤアマミ 1974 鹿毛 日本                                                                                     | 母の父シンオンワード 1958 鹿毛 日本                                                                                | トサミドリ | *プリメロ           | *プリメロ        |
| 母 ドウヤアマミ 1974 鹿毛 日本                                                                                     | 母の父シンオンワード 1958 鹿毛 日本                                                                                | トサミドリ | *フリッパンシー     |                  |
| 母 ドウヤアマミ 1974 鹿毛 日本                                                                                     | 母の父シンオンワード 1958 鹿毛 日本                                                                                | *ホワイトソックス Whitesox                                                                                         | Fair Trial          | Fair Trial       |
| 母 ドウヤアマミ 1974 鹿毛 日本                                                                                     | 母の父シンオンワード 1958 鹿毛 日本                                                                                | *ホワイトソックス Whitesox                                                                                         | Path of Peace       |                  |
| 母 ドウヤアマミ 1974 鹿毛 日本                                                                                     | 母の母*ヴァレンシアナ Valenciana 1956 栗毛 フランス                                                                | Pharis | Pharos              | Pharos           |
| 母 ドウヤアマミ 1974 鹿毛 日本                                                                                     | 母の母*ヴァレンシアナ Valenciana 1956 栗毛 フランス                                                                | Pharis | Carissima           |                  |
| 母 ドウヤアマミ 1974 鹿毛 日本                                                                                     | 母の母*ヴァレンシアナ Valenciana 1956 栗毛 フランス                                                                | Djama | Djebel              | Djebel           |
| 母 ドウヤアマミ 1974 鹿毛 日本                                                                                     | 母の母*ヴァレンシアナ Valenciana 1956 栗毛 フランス                                                                | Djama | Semiramide F-No.5-e |                  |

近親にメジロライデン（京都ハイジャンプ優勝）、ホリスキー（菊花賞優勝）がいる。